# Julius Randle
Julius Deion Randle (født 29. november 1994) er en amerikansk professionel basketballspiller, som spiller for NBA-holdet Minnesota Timberwolves. Han har været på All-Star holdet to gange i hans karriere, og vandt Most Improved Player-prisen i 2021.

## Klubkarriere

### Los Angeles Lakers
Randle blev draftet med det syvende valg i 2014 draften af Los Angeles Lakers. Han gjorde sin NBA debut den 28. oktober 2014 i en kamp imod Houston Rockets, men efter kun 14 minutter, så brækkede han sit højre skinneben. Han missede som resultat hele 2014-15 sæsonen.
Randle vendte tilbage i 2015-16 sæsonen, og etablerede sig herfra som en vigtig del af rotationen. Han spillede hovedsageligt som sixth man, altså at han startede på bænken. Hans bedste sæson for Lakers var 2017-18, hvor han scorede 16,1 point per kamp.

### New Orleans Pelicans
Lakers valgte dog ikke at forlænge med Randle ved kontraktudløb i 2018, og han skiftede herefter til New Orleans Pelicans. Randle havde i 2018-19 sæsonen en god sæson, da han i en større rolle scorede 21,4 point per kamp.

### New York Knicks
Randle afviste muligheden for at forlænge med Pelicans, og skiftede i stedet til New York Knicks i juli 2019. Hans første sæson i New York var lidt skuffende i forhold til forventninger, men han fik sit store gennembrud i 2020-21 sæsonen. Han blev for første gang i sin karriere del af All-Star holdet. Han blev ved sæsonens udgang kåret som Most Improved Player.
Efter en skuffende 2021-22 sæson, så vendte Randle tilbage til sit topniveau i 2022-23 sæsonen, hvor han havde sin bedste scorende sæson i sin karriere til dato med 25,1 point per kamp. Dette resulterede i, at han igen blev valgt til All-Star holdet.

### Minnesota Timberwolves
Randle blev i oktober 2024 sendt til Minnesota Timberwolves som del af en større handel som også sendte Karl-Anthony Towns til Knicks,